# Namalycastis ranauensis
Namalycastis ranauensis är en ringmaskart som först beskrevs av Feuerborn 1932.  Namalycastis ranauensis ingår i släktet Namalycastis och familjen Nereididae. Inga underarter finns listade i Catalogue of Life.